# Pas kontuszowy

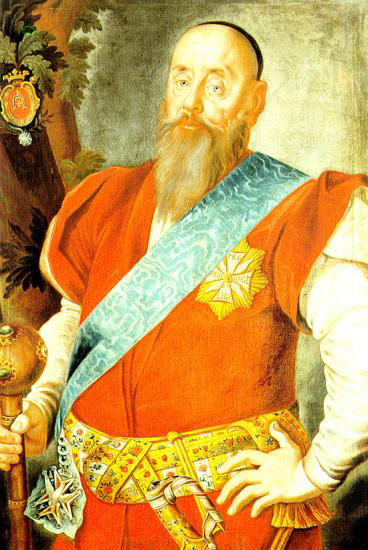
Wacław Rzewuski indossa una fascia da kontusz con finiture dorate

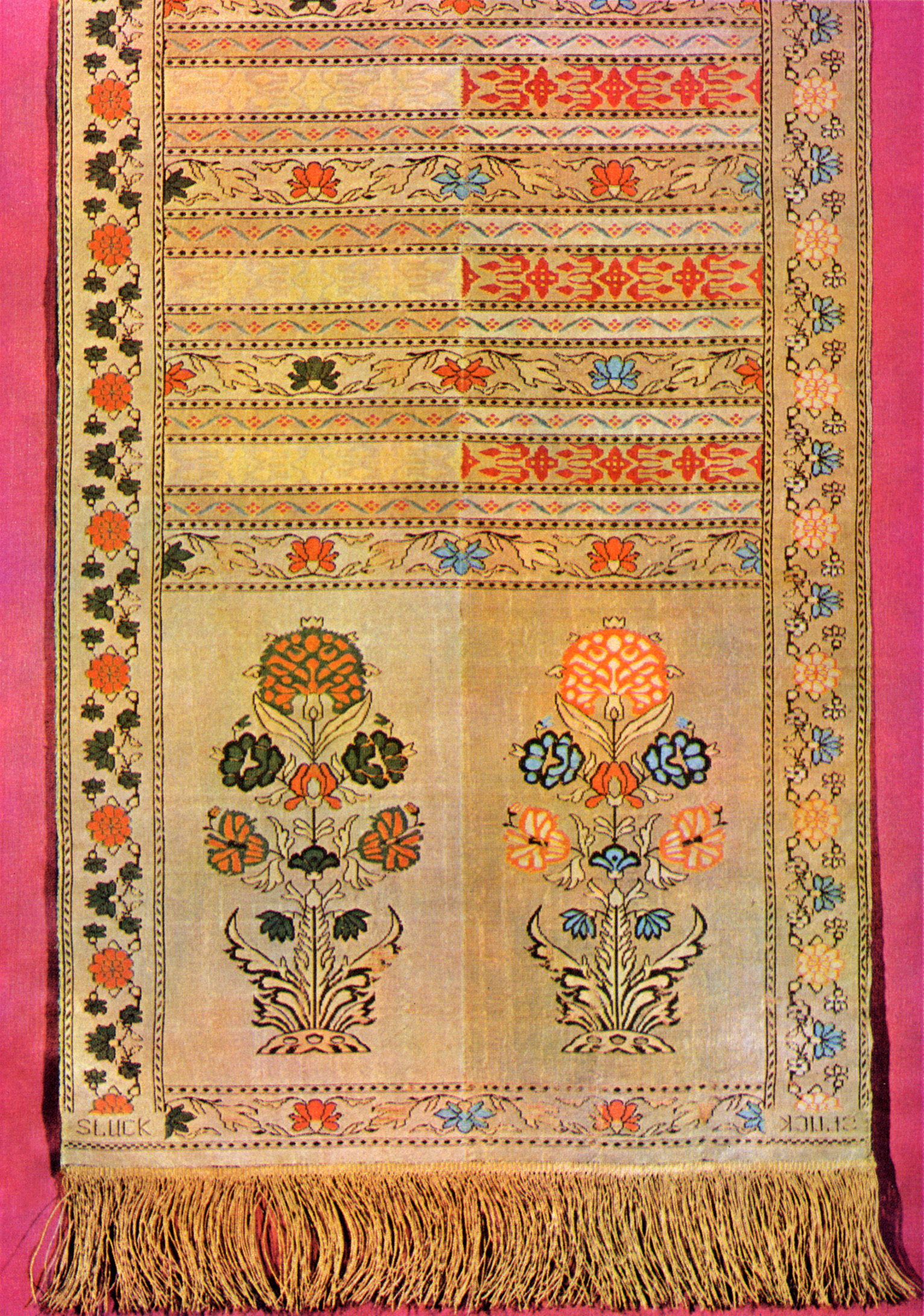
Sciarpa per kontusz

Il pas kontuszowy ("fascia da kontusz" o fascia di Sluck, dal nome della città bielorussa celebre per la produzione di questo indumento) era una fascia di stoffa usata per cingere un kontusz (un indumento simile a una tunica). Era uno dei capi di abbigliamento maschile più distintivi della nobiltà polacco-lituana (szlachta) all'incirca dal XVII fino a tutto il XIX secolo. Nei primi periodi, si indossavano talvolta fasce più strette di stoffa sottile o di seta, ma la fascia per kontusz ampia è specifica del periodo successivo.
Come il resto dell'abbigliamento nazionale polacco, la fascia da kontusz era di origine orientale. Comprendeva una striscia di tessuto lunga da 3 a 4,5 m con vari disegni, ampia intorno a 40 cm. Le fasce di lusso erano fatte in seta e oro. A seconda dell'ampiezza della fascia, poteva essere piegata in un numero di modi diversi, così da rivelare vari disegni in occasioni diverse; si riteneva che le fasce più ornate avessero quattro lati the most ornate. 
Inizialmente tali fasce venivano importate dalla Persia e dalla Turchia. Nel XVII secolo parecchie manifatture di fasce furono fondate in località di tutta la Rzeczpospolita, come Kobyłka, Lipków, Hrodna, Cracovia e Danzica. Le più grandi e più importanti manifatture, tuttavia, erano a Sluck, in Bielorussia. Le fasce prodotte là erano considerate le più desiderabili ed erano anche le più costose. A causa della popolarità del pas kontuszowy prodotto là, questo indumento era talvolta chiamato pas słucki ("fascia di Sluck"), indipendentemente dal suo effettivo luogo di origine. Le fasce di Sluc avevano due diversi motivi di colore su ciascun lato. Un poeta e cantante polacco moderno, Jacek Kaczmarski, ha cantato di quelle fasce in una delle sue ballate, Z pasa słuckiego pożytek ("Gli usi di una fascia di Sluck").